# Twin Falls megye
Twin Falls megye az Amerikai Egyesült Államokban, azon belül Idaho államban található. Megyeszékhelye és legnagyobb városa Twin Falls. Lakosainak száma 90 046 fő (2020. április 1.). Twin Falls megye Gooding, Jerome, Cassia, Elko, Owyhee és Elmore megyékkel határos.

## Népesség
A megye népességének változása:
| Lakosok száma | 77 526 | 78 067 | 78 515 | 79 957 | 82 375 | 90 046 |
|               | 2010   | 2011   | 2012   | 2013   | 2015   | 2020   |